# Joan Valls i Jordà
Joan Valls i Jordà (Alcoi, Alcoià, 1 de maig de 1917 - 1989) va ser un prolífic poeta valencià, i un dels més destacats de la seua generació.

## Biografia
Als catorze anys començà a treballar en la indústria tèxtil. Alhora, però, duia a terme la seua formació autodidacta. La seua vocació com a escriptor de creació pren forma ben aviat: el 1934 escriu el sainet satíric Quatre de la terra. I el 1936 el seu primer poemari –en castellà–, Sol y nervio. Durant la Guerra d'Espanya (1936-1939), la seua militància com a republicà determinà el seu empresonament. Fou alliberat el 1940, i un any després publica el llibre de poemes Guirnaldillas del nacimiento. A continuació passa per una etapa de silenci i reflexió fins que el 1947 publica el seu primer poemari en català: La cançó de Mariola. El 1952 guanyà els Jocs Florals de Sueca amb el poema «Elegia de l'àngel» i el 1959 obtingué un accèssit a la Viola d'or dels Jocs Florals de Lo Rat Penat, que no estigué adjudicada. Un any després publica el poemari L'home pot ésser àngel, i a continuació Presoner de l'ombra (1955), Grumet a soles (1958) i L'íntim miratge (1959). Durant la dècada dels seixanta obté diversos guardons per la seua obra literària. Guanya el Premi Ciutat de Barcelona amb Paradís en blanc (1964), el Ciutat de Palma amb Les roses marginals (1965) i de nou el Ciutat de Barcelona i el Premi València amb Versos a Sara (1967).

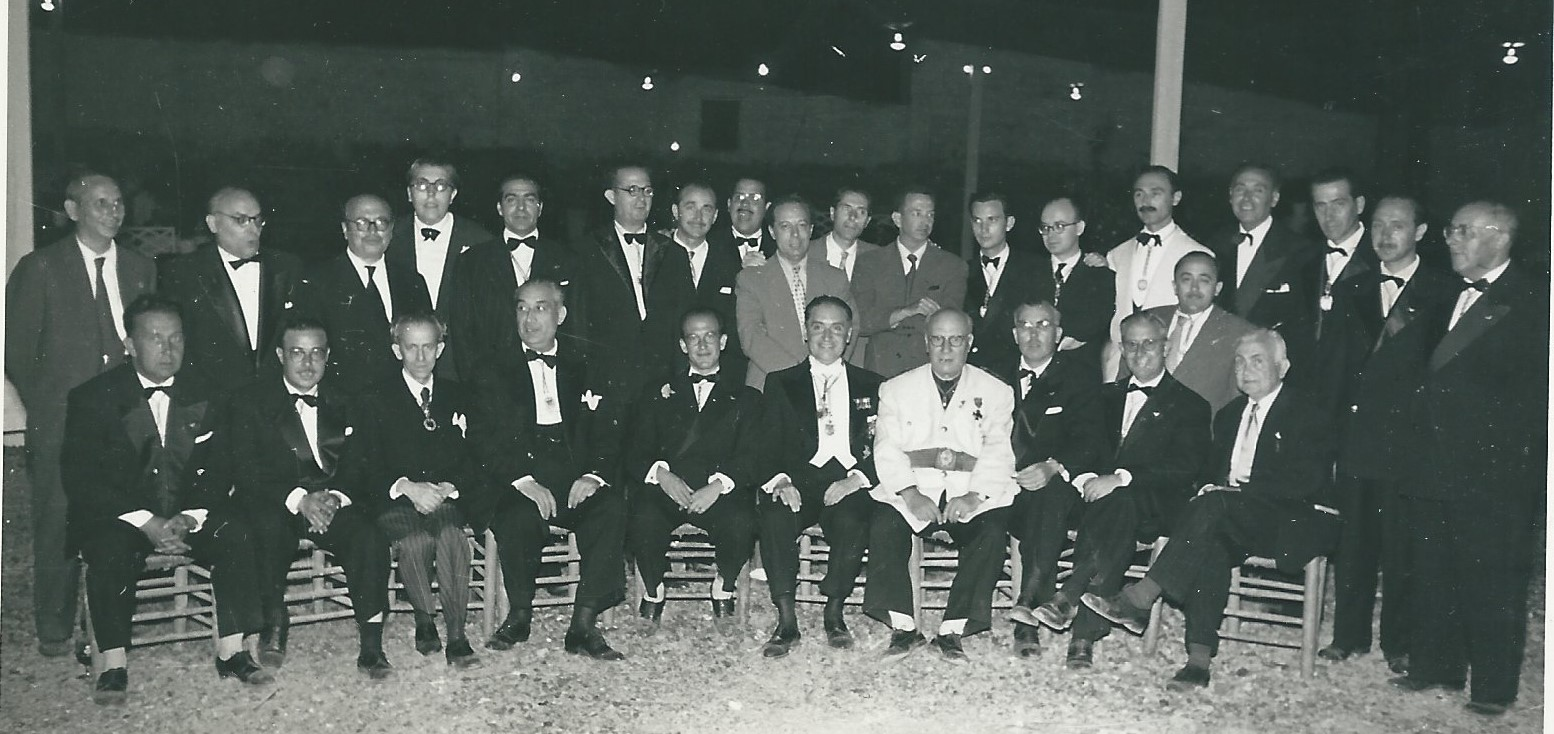
Joan Valls Jordà a Sagunt en juliol de 1957 en la vetlada de la Festa de la Poesia

El 1969 publica Posicions terrenals, que representa un acostament a la lírica realista típica de la dècada en el context valencià. A principis dels anys setanta apareix Hereu de solituds (1972), un dels poemaris més significatius de la seua producció. A continuació es publiquen Breviari d'un eremita urbà (1975, guanyador del Premi Ausiàs March de Gandia) i Cent serafins (1975). El 1978 veu la llum Les hores vives, poemari que sintetitza bona part dels temes anteriors. Posteriorment apareixen: Temps de saó (1979), Obra poètica (1981, que arreplega la producció fins al 1975), A cavall de la vida (1983, antologia de la poesia escrita entre 1955 i 1969), Sonets de la fita obscura (1984) i Anys i paranys (1985). Quadern vermell(1986), serà l'últim poemari que publicaria en vida. Joan Valls mor l'any 1989, quan preparava el poemari La rosa quotidiana (que es publicaria pòstumament el 1990). L'editorial Denes ha reeditat La cançó de Mariola l'any 2007, amb motiu del seixanta aniversari de la primera edició, i el poemari Tast d'eternitat (2012).

## Obra
Publicà la següent obra poètica:

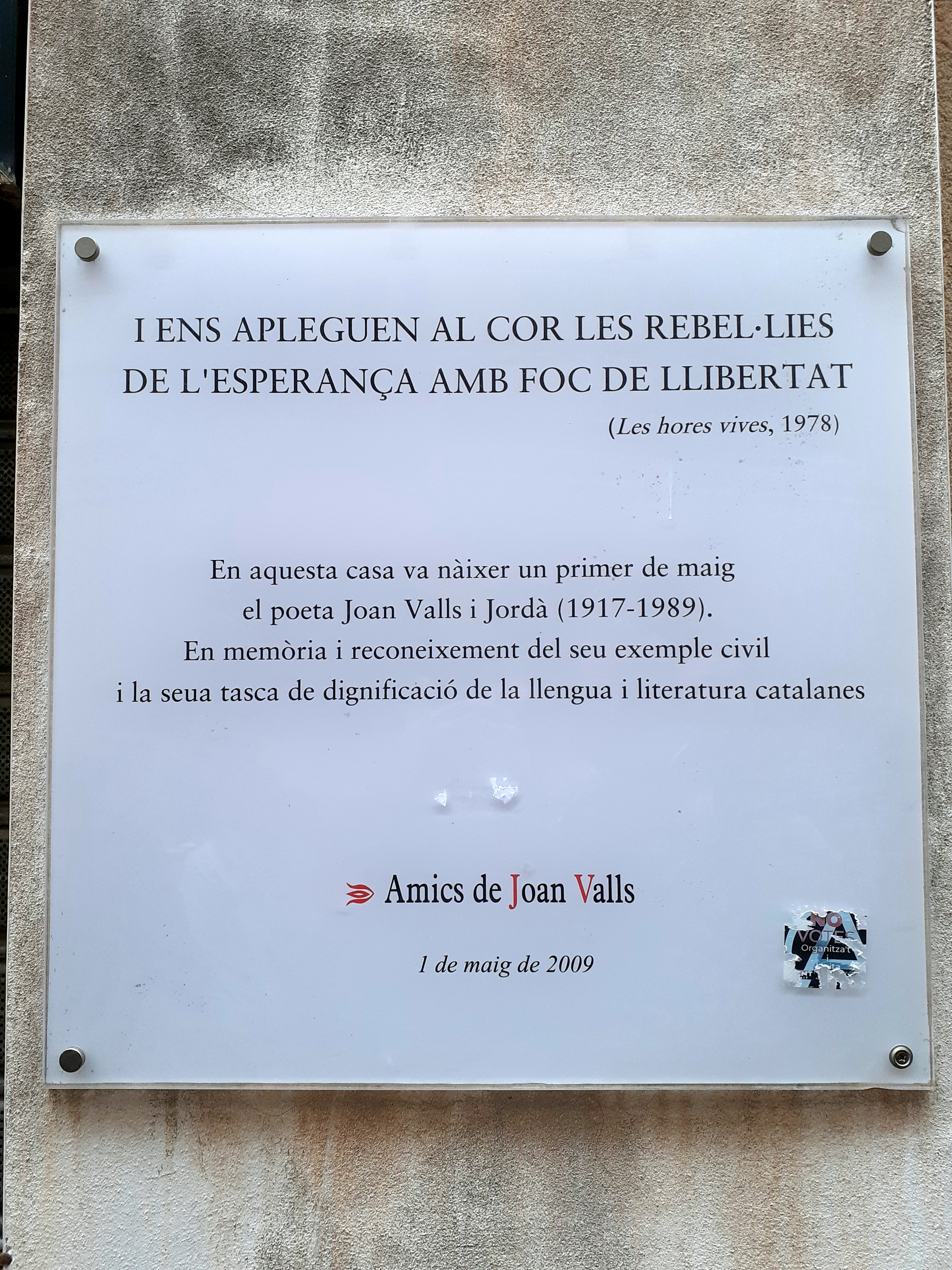
Placa a la casa natal de Joan Valls i Jordà

- La cançó de Mariola. Paiporta: Denes, 2007 [1a edició, pròpia, de 1947].
- L'home pot ésser àngel. València: Torre, 1953.
- Presoner de l'ombra. València: Torre, 1955.
- Grumet a soles. Alcoi: Institut Andreu Sempere, 1958.
- L'íntim miratge. València: Torre, 1959.
- Tast d'eternitat. Paiporta: Denes, 2012 [1a edició, València: Sicània, 1960].
- Toia d'ofrena. Alcoi: Institut Andreu Sempere, 1960.
- Paradís en blanc. Alcoi: Institut Andreu Sempere, 1964.
- Les roses marginals. Alcoi: 1965 [Impr. Hispania Alcoiana].
- Versos a Sara. València: Diputación Provincial, 1967.
- Posicions terrenals. Alcoi: 1969 [Impr. Hispania Alcoiana].
- Antologia de poemes premiats. Alcoi: Caixa d'Estalvis d'Alacant, 1970.
- Hereu de solituds. Alacant: Caixa d'Estalvis Provincial d'Alacant, 1972.
- Breviari d'un eremita urbà. Gandia: Ajuntament de Gandia, 1975. (Premi Ausiàs March de Poesia, 1974)
- Cent serafins. Alcoi: Caixa d'Estalvis d'Alacant, 1975.
- Les hores vives. Alcoi: edició pròpia, 1978.

- Temps de saó. Alacant: Caixa d'Estalvis Provincial d'Alacant, 1979.
- Obra poètica (1947-1974). Alacant: Instituto de Estudios Alicantinos Juan Gil-Albert-Diputació d'Alacant, 1981.
- Anys i paranys. València: Tres i Quatre, 1983.
- A cavall de la vida. València: Víctor Orenga, ed., 1983.
- Sonets de la fita obscura. Gandia: Ajuntament de Gandia, 1984.
- Quadern vermell. València: Diputació de València, 1986.
- La rosa quotidiana. Alzira: Bromera, 1990.
- Vint poemes, antologia bilingüe. Alacant: Instituto Juan Gil-Albert, 1990.
- Antologia poètica. València: Edicions Alfons el Magnànim - Institució Valenciana d'Estudis i Investigació, 1991.